# Vanity Fair (magazine)
Pour les articles homonymes, voir Vanity Fair et La Foire aux vanités (homonymie).
Ne pas confondre avec le journal satirique diffusé en Grande-Bretagne de 1868 à 1914 Vanity Fair
Vanity Fair est un magazine d'origine américaine des Éditions Condé Nast, qui propose chaque mois à ses lecteurs un ensemble d'articles intellectuels ou non sur les personnalités du monde du spectacle, de la politique, de la mode, ou de l'actualité. Suivant les différents pays, la ligne éditoriale peut varier d'une version à l'autre.

## Édition américaine

### 1913

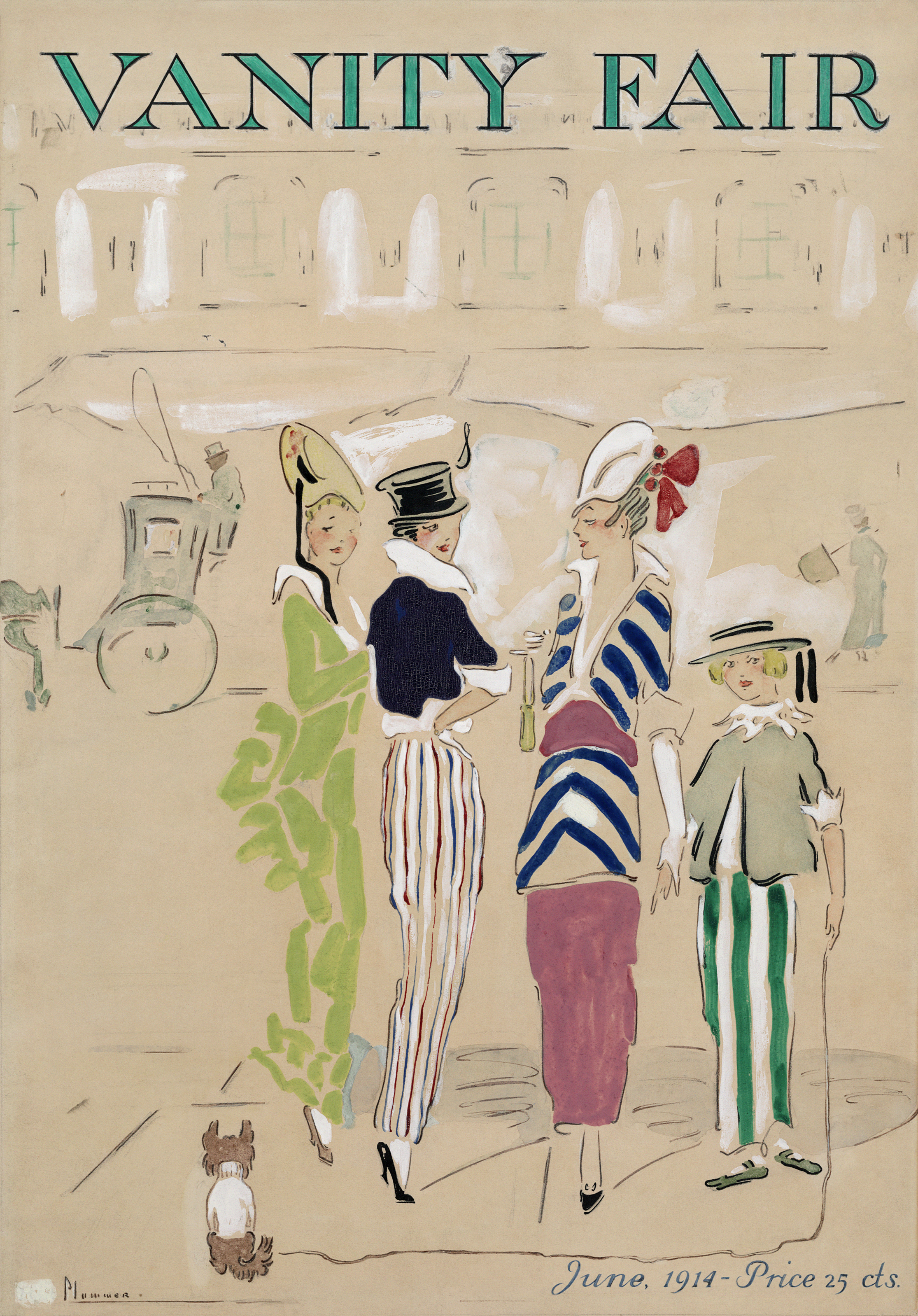
Couverture du numéro de juin 1914 de l'édition américaine.

Alors que Condé Montrose Nast (en) vient de racheter Vogue quelques années auparavant, il rachète le magazine de mode masculine Dress qu'il transforme en Vanity Fair, magazine mondain. Vanity Fair est lancé en 1913. Le titre en lui-même a déjà été utilisé en Angleterre et aux États-Unis pour des revues. Après deux premiers rédacteurs en chef remerciés la première année, sur l'impulsion de Franck Crowninshield, le magazine prend toute son importance : illustrateurs, écrivains, artistes, photographes de renom se retrouvent au sein de la publication. Edward Steichen est nommé photographe en chef de Vogue et Vanity Fair, Man Ray, qui rejoindra plus tard le Harper's Bazaar, est sous contrat avec Condé Nast : « Ce sont désormais les photographes les mieux payés du monde » est il précisé dans Vanity Fair. Les photographes James Abbe, Arnold Genthe, Nickolas Muray, ou Cecil Beaton sont publiés. Parmi les personnalités qui sont invitées à écrire dans Vanity Fair, on peut citer Dorothy Parker, Aldous Huxley, Paul Morand, D. H. Lawrence, Henri Barbusse, Maxime Gorki, Pablo Picasso ou encore Man Ray. Karl James Anderson fut un des illustrateurs.
Vanity Fair disparaît à la suite de la Grande Dépression et est fusionné avec Vogue en 1936.

### 1983
En 1981, Samuel Irving Newhouse, Jr. (en) annonce la reparution du titre ; le premier numéro de la nouvelle édition arrive en mars 1983. Durant cette période, Tina Brown, qui vient du magazine britannique Tatler appartenant également à Condé Nast, va respecter l'héritage de Franck Crowninshield pour faire renaître le titre : Helmut Newton, Bruce Weber, ou Annie Leibovitz sont les photographes fidèles.
Son successeur Graydon Carter (en), surnommé le « prince du glamour », prend le poste de rédacteur en chef en 1992, instaurant un virage « journalistique » et créant la soirée Vanity Fair des Oscars du cinéma. Annie Leibovitz assure la photo de couverture, parfois collective, pour chaque numéro. Certaines de ces couvertures auront un retentissement notable, à l'image de celle de 1993 montrant Demi Moore enceinte de six mois, en 2008 avec Carla Bruni en bottes, ou le mois suivant avec Tom Ford entouré de Keira Knightley et Scarlett Johansson nues. Des enquêtes révélations font également date, comme l'identité de « Gorge profonde », l'informateur W. Mark Felt lors du scandale du Watergate.
Le magazine est diffusé à 1,2 million d'exemplaires.

## Édition française
Après l'échec de l'édition allemande en 2009, mais aussi le succès de celles d'Espagne, Italie ou Royaume-Uni, le groupe Condé Nast, propriétaire du titre, sort une version française d'environ 200 pages le 26 juin 2013 avec en couverture Scarlett Johansson. Le magazine français est dirigé par Michel Denisot et Anne Boulay (ex-rédactrice en chef de GQ, et en poste à Air France Madame, réalisés tous deux par Condé Nast).
Un quart du contenu de l'édition française, pour la France, défini par Anne Boulay comme un « mélange de glamour et d'investigation », vient de celui des États-Unis. Au départ, 60 pages par magazine devaient être consacrées à la publicité, mais le premier numéro en compte 93.
En janvier 2019, Joseph Ghosn rejoint Vanity Fair en tant que directeur des rédactions du magazine et du numérique.
Selon l'Alliance pour les Chiffres de la Presse et des Médias (APCM), en 2022, l'édition française a été diffusée en 47 854 exemplaires.

## Autres éditions
En Italie, une première édition mensuelle est apparue en 1990 mais n'a duré que deux ans. Une formule hebdomadaire est publiée depuis 2003[réf. nécessaire].
En Allemagne, l'édition locale de Vanity Fair n'a duré que deux ans de 2007 à 2009[réf. nécessaire].
En Espagne, Vanity Fair est publié depuis septembre 2008. Il existe également une édition britannique.